# Franz Paul Rigler

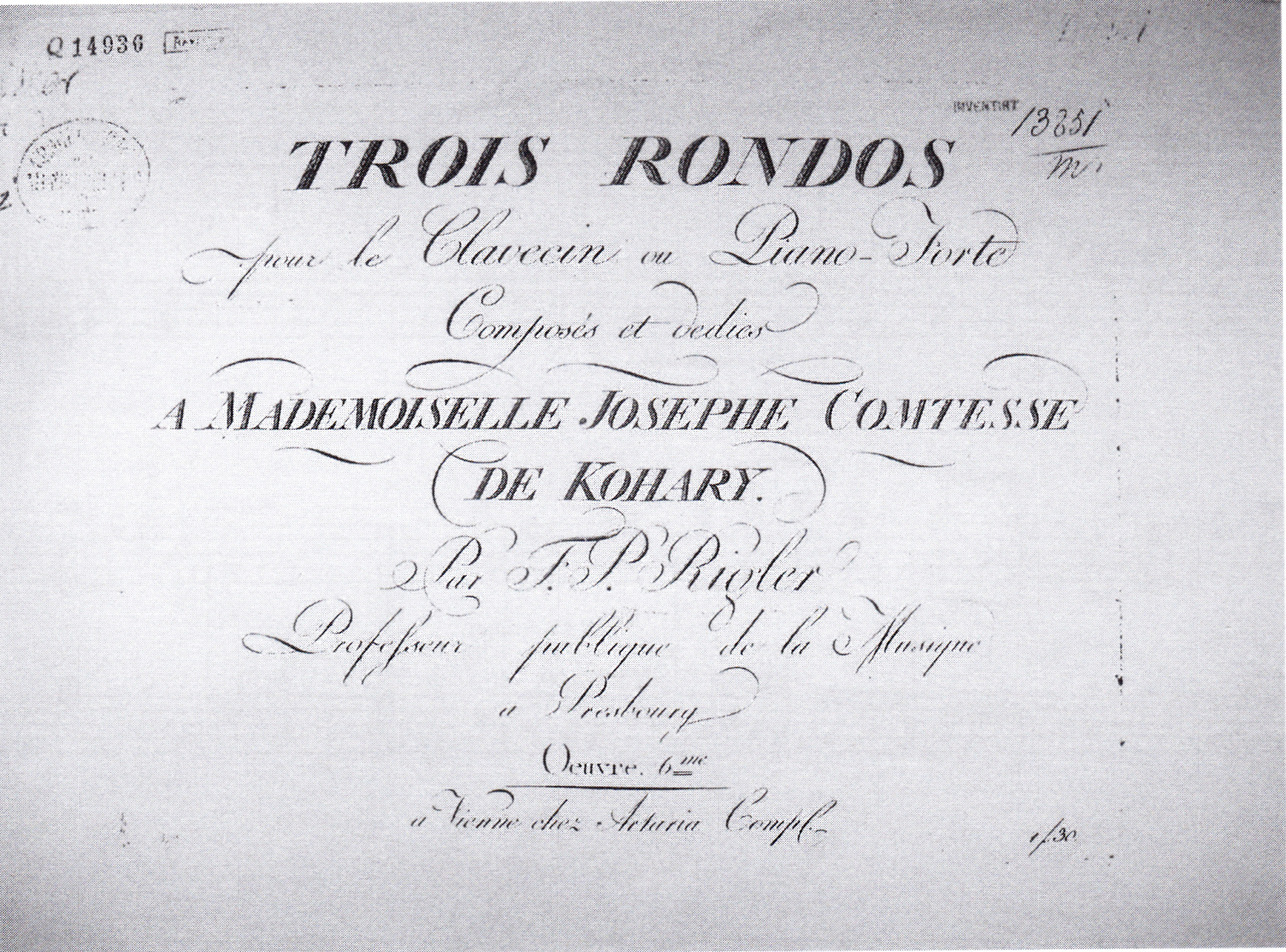
Page de titre des Trois Rondeaux (1790) — le seul exemplaire de l'édition originale qui subsiste.

Franz Xaver Paul Rigler (Riegler) (1747/1748 — 17 octobre 1796) est un virtuose du piano, compositeur, pédagogue et théoricien autrichien.

## Biographie
Rigler est probablement né à Vienne. Autour de la période 1775 à 1791, il est professeur de musique à l'École royale de Presbourg (aujourd'hui Bratislava). Ses élèves comprennent notamment Johan Nepomuk Hummel. Jusqu'à ce qu'il interrompe ses concerts aux environs de 1785, il est considéré comme l'un des meilleurs claviéristes de son temps.
Ses compositions pour piano et ses mélodies sont publiées à Vienne et Presbourg. Parmi elles, les Trois Rondeaux pour le clavecin ou piano-forte op. 6, publié à Vienne en 1790, dont un seul exemplaire de l'édition originale se trouve dans les archives de la Gesellschaft der Musikfreunde à Vienne.
Parmi ses œuvres littéraires, l'ouvrage le plus important est la Anleitung zum Gesange, und dem Klaviere (1779), qui couvre pratiquement tous les domaines de la musique. Il s'agissait de la première publication viennoise sur le sujet du jeux aux instruments à clavier. Ses écrits sont influencés par les tendances musicales viennoises de la fin du XVIIIe siècle. Ils présentent également des informations sur les relations culturelles musicales viennoise, slovaque et hongroise.
Rigler mort à Vienne le 17 octobre 1796.

## Discographie
- Sonates - Peter Guľas, clavecin et pianoforte (novembre 2009, Diskant DK 0127-2)[4]